# Leonard Eric Newton
Leonard Eric Newton (1936) es un botánico y taxónomo ghanense. Es especialista en Aloe y en Caralluma.

## Biografía
Desarrolla actividades académicas en el Dto. de Plant & Microbial Sciences, Universidad Keniata, Nairobi.
Ha realizado excursiones botánicas en África, sobre todo en su país, Ghana, Benín, y Kenia. Asimismo, también por el oeste de Asia, incluyendo, entre otros, Yemen, y en Europa (Reino Unido), donde es investigador del Museo de Historia Natural de Londres. A lo largo de su carrera como recolector, ha trabajado con Phillip G. Archer, Henk Jaap Beentje, Susan Carter, David John Goyder, Harry Hall, Heidrun Hartmann, John Jacob Lavranos, Sigrid Schumann, Paul Mutuku Musili, Gilfrid Powys, SA Robertson y Gordon Douglas Rowley. Otras áreas principales de Newton han sido Aloaceae, Asclepiadoideae, Vitaceae, Zamiaceae, Crassulaceae, Scilloideae, Dracaenaceae.

## Algunas publicaciones
- t. McCoy, l.e. Newton. 2014. A new shrubby species of Aloe in the Imatong Mountains, Southern Sudan. Haseltonia 19: 64–65

- l.e. Newton. 2013. The genus Aloe in West Africa. The Nigerian Field 77: 21–24

- 2013. An aloe miscellany. Aloe 50: 58–60

- ------------, e. Wabuyele, b. Stedje. 2014. Ethnobotanical uses of Sansevieria Thunb. (Asparagaceae) in Coast Province of Kenya. Ethnobotany Res. & Applications 12: 51–69

### Libros
- 2013. Aloe L., Sansevieria Thunb. en A.D.Q. Agnew, Upland Kenya Wild Flowers and Ferns: 365–370. Nature Kenya, Nairobi.

- 2011. Uses of Succulent Plants in East Africa. Succulenta East Africa, Nairobi. (ISBN 6–164001–728067

- s. Carter, j.j. Lavranos, l.e. Newton, c.c. Walker. 2011. Aloes: The Definitive Guide. Royal Botanic Gardens, Kew. ISBN 978–1–84246–439–7 [Reference Book of the Year Finalist, 2011]

- l.e. Newton. 2001. CITES Aloe and Pachypodium Checklist. Eds. Urs Eggli, Gordon D. Rowley & Trustees of the Royal Botanic Gardens Kew / Sukkulenten-Sammlung Zürich, 160 pp. ISBN 184246034X, ISBN 9781842460344

## Honores
- 2008: Cactus d'Or
- La abreviatura «L.E.Newton» se emplea para indicar a Leonard Eric Newton como autoridad en la descripción y clasificación científica de los vegetales.[3]